# Fritz Carl Hatzky
Fritz Carl Hatzky (* 11. November 1889; † 4. November 1962 in Verden) war ein deutscher Sozialdemokrat und Gewerkschafter.

## Leben
Am 11. November 1889 als Sohn von Carl Wilhelm Johann Georg Hermann Hatzky und Caroline Friederike Johanna Hatzky, geborene Israel, geboren, wuchs Fritz Carl Hatzky in Verden auf. Über seinen Namen ist nicht eindeutig zu sagen, ob er mit „K“ oder mit „C“ geschrieben wird, selbst in amtlichen Dokumenten finden sich beide Schreibweisen und auch der Name Fritz wird nur von seiner Familie verwendet und ist kaum jemandem bekannt.
Informationen über seine Kindheit und Jugend lassen sich nicht finden. Er war jedoch ein engagierter Sozialpolitiker, auch wenn er im Grunde ein einfacher Tabakarbeiter war. Weiterhin führte er in den Jahren 1916 bis 1933 die Verdener Arbeitergewerkschaft und hatte den Vorsitz im Tabakarbeiterverband, war außerdem in den Jahren 1907 bis 1933 und von 1945 bis 1962 Mitglied der SPD und zeitweise sogar deren Kreisvorsitzender.
Am 29. August 1915 heiratete er Clara Johanne, geborene Wittrock. Zusammen hatten sie fünf Söhne: Franz Fritz, Hans, Heinrich, Fritz und Karl Johann Hermann, welcher selbst ein engagiertes SPD-Mitglied wurde.
Carl Hatzky starb am 4. November 1962 in Verden. Die SPD und die Stadt Verden ehrten ihn für sein Engagement, unter anderem durch die Benennung des Carl-Hatzky-Wegs. Lutz Brockmann, der Bürgermeister Verdens, bezeichnete ihn auch als:„Er war quasi Vorsprecher der Bürger“.

## Wirken

### Die Tabakarbeiter in Verden
Tabakarbeiter hatten keine gute Stellung in der deutschen Gesellschaft. Die meisten Tabakarbeiter kamen dabei aus Bremen und kamen während eines industriellen Aufschwungs nach Verden. Die Verdener diskriminierten die Tabakarbeiter, welche größtenteils besitzlos waren, und verweigerten jegliche Hilfe. Die Polizei überwachte die Arbeiter genau, weil „deren socialistische Tendenzen das Gemeinwohl und das Interesse der Arbeitgeber ernstlich zu bedrohen scheinen.“ Die Arbeiter gründeten daraufhin eigene Selbsthilfegruppen wie Krankenversicherung und andere Sozialhilfen oder Turnvereine. Ausspruch dieser Turnvereine: „Ein freies Volk, voll Einigkeit und Kraft, sei das Panier der deutschen Turnerschaft.“ Trotz der Sozialistengesetze wurde im Jahr 1889 in Verden als Erster seiner Art der Arbeiter-Turnverein gegründet. Erster insofern, dass er der erste Sportverein in Deutschland war, der „Bezug auf die Arbeiterschaft“ nahm. Trotz Anordnungen gegen diesen Verein blieb er einflussreich und war eine wichtige Instanz der Verdener Arbeiterbewegung. Auch die bereits genannten selbst aufgebauten, nichtstaatlichen Sozialversicherungen waren eine Neuheit in Deutschland. Die Arbeiter wurden drängend dazu aufgefordert, den Versicherungen beizutreten.

### Hatzkys Engagement für die Arbeiter in Verden

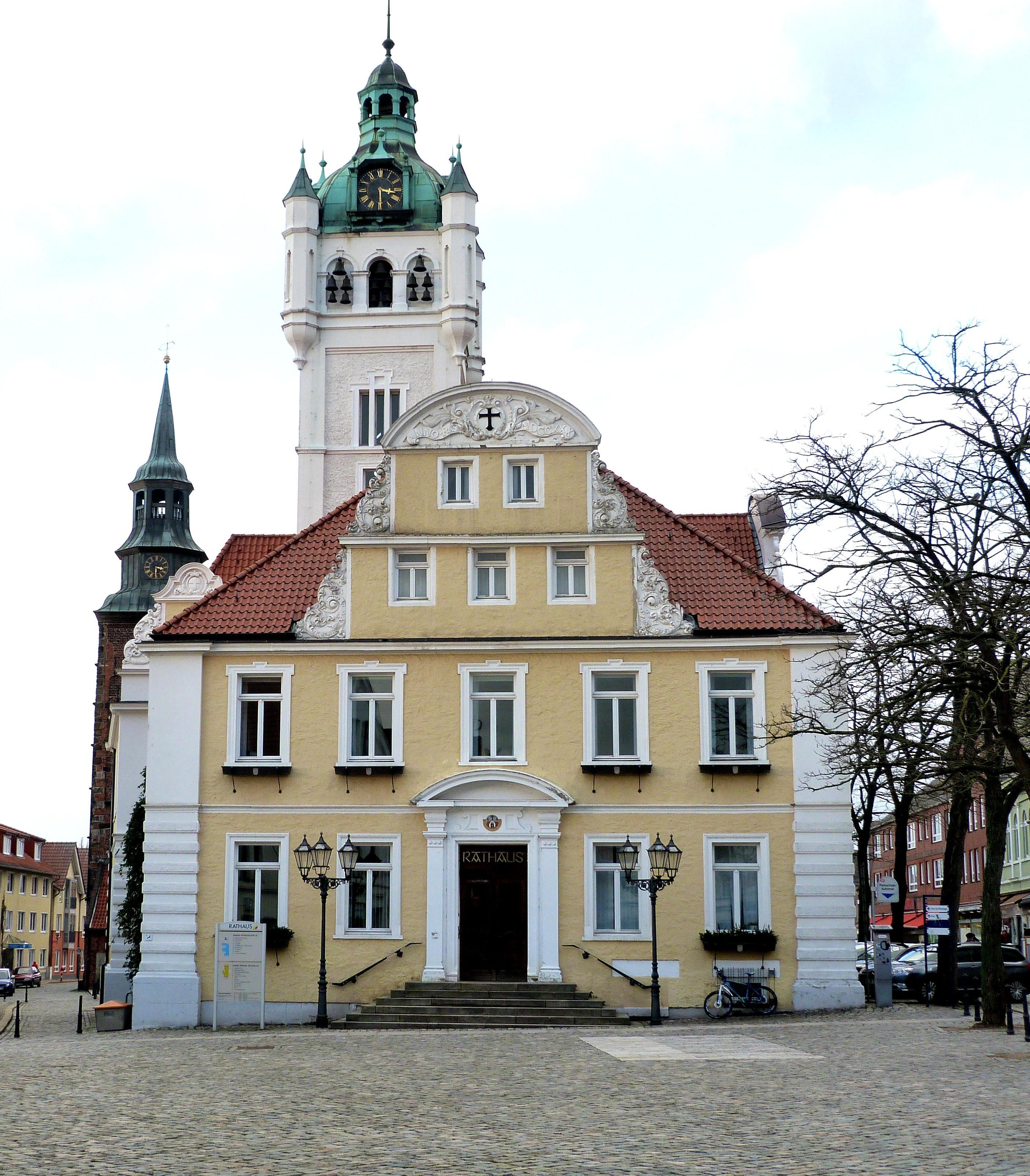
Das Rathaus von Verden

Am 12. November 1918, versammelten sich die Einwohner Verdens vor dem Rathaus. Die Ansprache der Versammlung wurde von Herrn Winkelmann aus Bremen gehalten, am Ende der Versammlung jubelte die Menge für die Sozialdemokraten. Danach forderte Carl Hatzky die Menge zum Schweigen auf, zudem erklärte er, „daß am heutigen Montag jeder wieder an seine gewohnte Beschäftigung gehen möge.“
Gegen 1945, in der Unterbezirkskonferenz „legte Hatzky für alle Mitglieder das Gelöbnis ab, anstelle von Nazimord und blutigem Terror eine ehrliche und wetteifernde Aufbauarbeit zu leisten.“ Durch dieses Gelöbnis zeigte Hatzky, dass es ihm wichtig war, dass eine stabile Wirtschaft wichtig für die Bevölkerung ist und dass für dieses Ziel niemand zu Schaden kommen darf, auch wenn diese zuvor eine große Anzahl an Menschen getötet haben. Den Ehren-Vorsitz bei der Unterbezirkskonferenz bekam er vor diesem Gelöbnis, da er das älteste Parteimitglied zu diesem Zeitpunkt war, zusätzlich wünscht Carl Hatzky sich eine erfolgreiche Zusammenarbeit zwischen der Alten und der Jungen Bevölkerung.
Mit seinem Eintritt in den Arbeiterrat und Soldatenrat wuchs sein Engagement weiter. Hatzky wurde dort zum ersten Vorsitzendem ernannt und hatte somit auch die Liste der Bekanntmachungen des Rates bestimmt, welche am 11. November 1918 bekannt gegeben wurden. In diesen stehen auch die Mitglieder dieses Rates und deren entsprechenden Stellungen. „ 2) Derselbe hat mit dem heutigen Tage die Militär- und Zivilgewalt in die Hand genommen.“ Allgemein lässt sich daraus schließen, dass es dem Arbeiterrat um das Allgemeinwohl der Bevölkerung geht.
Hatzky selbst war Mitglied der SPD, welcher Partei auch sein Enkel, Karl Hatzky, angehörte. Karl rettete im Jahr 1933 viele SPD-Bücher und die traditionelle Fahne der Verdener Tabakarbeiter von 1863 vor den Nationalsozialisten. Er stieg für die Rettung der Bücher und der Fahne, nachts durch ein Fenster des Versammlungslokals der SPD, an der Bremer Straße.

### Novemberrevolution in Verden
Auch in Verden kam es im Jahr 1918 zu Vorkommnissen im Zuge der im ganzen Land stattfindenden Novemberrevolution, allerdings anderer Art als im Rest des Landes. Die Initiatoren der Revolution, die Marinesoldaten aus Kiel, die auf dem Weg direkt nach Hannover waren, mussten aus technischen Gründen in Verden Zwischenhalt machen. Die in Verden stationierte Garnison hatte einen Tabakarbeiter in die Telegrafenzentrale abgestellt, wodurch zwar die Garnison informiert war, aber auch die Sozialdemokraten unter der Leitung von Carl Hatzky aus erster Hand Informationen erhielten. Als nun die Nachricht über die Ankunft der Revolutionäre per Telegraf ankam, rief das Verdener Militär den Ausnahmezustand aus. Widerständler gegen Anordnungen des Militärs wurden verhaftet.
Die unfreiwillig in Verden haltenden Revolutionäre befürchteten einen Eingriff des Verdener Militärs und besetzten vorsorglich den Bahnhof. Carl Hatzky als angesehener Politiker drang bis zum Befehlshaber der Revolutionäre vor und durch diplomatisches Geschick gelang es ihm, ein Blutvergießen zu verhindern. Carl Hatzky soll gesagt haben: „Wir machen hier keine Revolution mit Gewehr in der Hand.“ Und obwohl die Verdener vermuteten, Hatzky würde mit den Revolutionären zusammenarbeiten, konnte Carl sie vom Gegenteil überzeugen.
Auf der Website des Verdener Bürgermeisters wurde festgestellt, Carl Hatzky „sorgte für eine friedliche Novemberrevolution und einen gelungenen Start der Weimarer Republik in Verden.“ Diesen Start vollbrachte er hauptsächlich durch seine Arbeit im Arbeiterrat während des Überganges vom Deutschen Kaiserreich zur Weimarer Republik.

### Hatzky und der Arbeiterrat
Das bekannteste Amt Hatzkys, war das Amt als erster Vorsitzender des Arbeiterrates. Der Arbeiterrat trat am 10. November 1918 in Kraft, Fritz Carl Hatzky war hier als erster Vorsitzender tätig.
Am 11. November 1918 veröffentlicht er die Bekanntmachung des Arbeiterrates. Eine dieser Bekanntmachungen lautete: „ 4) Alle neu zu erlassenden amtlichen Bekanntmachungen und Verfügungen haben nur Gültigkeit, wenn dieselben vom Arbeiter- und Soldatenrat gegengezeichnet sind.“ Dies meint in erster Linie, dass der Arbeiterrat alle Bekanntmachungen und Verfügungen erst einmal unterzeichnen müssen, bevor diese der Öffentlichkeit verkündet werden dürfen. Der Arbeiterrat sorgte durch die Stellung als erster Vorsitzender auch für eine friedlich Novemberrevolution und für einen gelungenen Start der Weimarer Republik in Verden.
Mit den von Hatzki veröffentlichten Bekanntmachungen setzte er sich als Erster Vorsitzender des Rates dafür ein, dass ein Gleichgewicht herrscht und kein Mensch der Bevölkerung zu Schaden kommt. Carl Hatzky hatte durch seine hohe Stellung im Arbeiterrat ein hohes Mitbestimmungsrecht und dieses nur zum Guten eingesetzt, um das Wohl der Bevölkerung Verdens und ihrer Umgebung zu bewahren.

## Carl-Hatzky-Weg

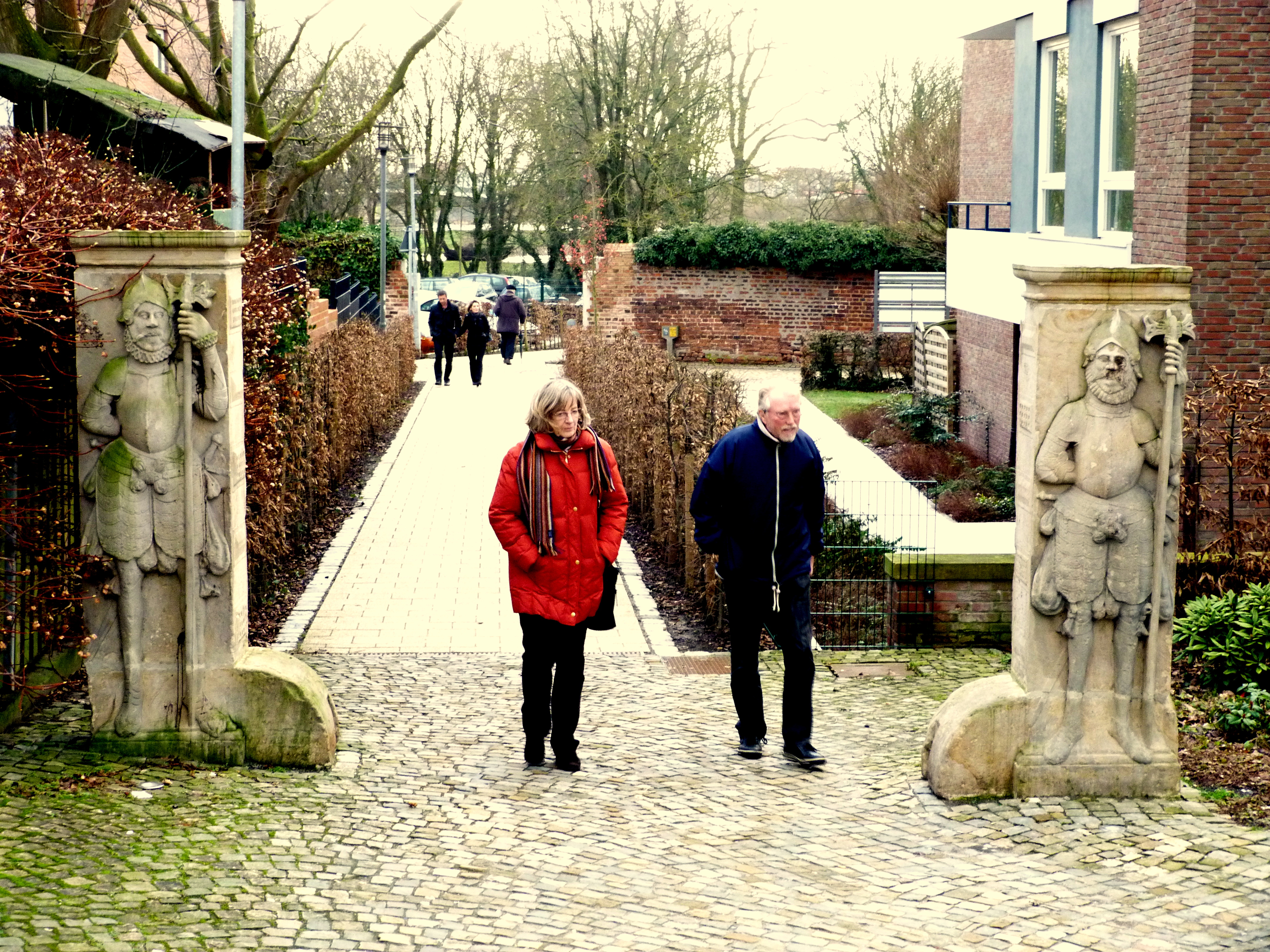
Der Carl-Hatzky-Weg in Verden

Der Carl-Hatzky-Weg, welcher am 13. September 2010 von Bürgermeister Lutz Brockmann freigegeben wurde, weist eine Länge von 65 Metern auf. Der Weg dient heute als Verbindung zwischen der Großen Straße und der Reeperbahn, ihre Planung begann circa im Jahr 1990. Die zwei Ritter aus Sandstein zieren heute den Eingang des Weges. Sie wurden durch eine Fachfirma saniert und dort aufgestellt. 1970 fand man diese noch an einer Grundstückszufahrt am Norderstädtischen Markt vor. Sie könnten an einem im Jahr 1476 gegründeten Augustinerinnenkloster gestanden haben oder auch in der 1740 das erste Mal erwähnten Ritterstraße, vielleicht wurden sie aber auch zum Bau des Syndikatshauses aufgestellt. Des Weiteren dient der Weg als erste Maßnahme des Wachstumskonzepts der Innenstadt, welches mit EU-Fördermittel umgesetzt wurde.